# Castelfranco Emilia
Castelfranco Emilia ist eine norditalienische Gemeinde (comune) mit 33.364 Einwohnern (Stand 31. Dezember 2023) in der Provinz Modena in der Region Emilia-Romagna. Die Stadt liegt etwa zwölf Kilometer südöstlich von Modena und etwa 25 Kilometer nordwestlich von Bologna. Die Gemeinde grenzt an die Metropolitanstadt Bologna, zu der sie bis 1929 (damals noch „Provinz Bologna“) gehörte. Seit 2006 hat die Gemeinde durch Präsidentialerlass Stadtrechte.

## Geschichte
Nahe der Stadt liegt das sogenannte Forum Gallorum. Hier an der früheren Via Aemilia besiegten Octavian und Aulus Hirtius 43 vor Christus Marcus Antonius. Die Ursprünge des Ortes sind am Ende des 12. Jahrhunderts zu suchen. Der Ort wird um 1225 mehrfach erwähnt. Die Kirche Santa Maria Assunta ist in den Jahren von 1226 bis 1232 erbaut worden. Zwischen 1628 und 1634 wurde durch den Papst Urban VIII. die Festung gebaut, um als nördliches Bollwerk des Kirchenstaates zu dienen.
In der Stadt sollen die Tortellini erfunden worden sein.

## Verkehr
Castelfranco Emilia liegt an der Staatsstraße 9, die von Bologna nach Modena verläuft. Etwas südlich davon befindet sich die Autostrada A1. Auch die Bahnstrecke von Modena nach Bologna durchquert den Ort.

## Persönlichkeiten
- Elisa Cusma (* 1981), Leichtathletin
- Valerio Massimo Manfredi (* 1943), Historiker und Schriftsteller
- Alfonsina Strada (1891–1959), einzige Frau, die bislang den Giro d’Italia beendete

## Städtepartnerschaften
- Marktredwitz seit 1997